# Maja Åström
Maja Karin Maria Åström, född 14 december 1982 i Folkärna församling i Kopparbergs län, är en svensk före detta fotbollsmålvakt. Hon spelade senast för Tyresö FF.

## Klubbar
- Tyresö FF 2011–2012
- AIK 2009–2010
- Bälinge IF 2006–2007
- Djurgården/Älvsjö 2004–2005
- Bälinge IF 2001–2003
- Ope IF
- Frösö IF (moderklubb)

## Meriter
- 1 A landskamp (2001)
- 14 U21 landskamper (fram till juni 2006)
- SM-guld 2004
- Svenska cupen-guld 2004, 2005
- Champions League-final 2005